# MasTV (México)
MASTV fue un sistema de televisión por microondas creado en 1989 bajo el estándar MMDS que operó hasta julio de 2014 en México en las ciudades de Monterrey, Guadalajara, Tuxtla, León, Mérida, Villahermosa, Querétaro, Toluca, Pachuca, San Luis Potosí y la Zona Metropolitana de la Ciudad de México.

## Historia
El 1 de septiembre de 1989 se lanzó con el nombre de MVS Multivisión que, además de ofrecer televisión, también ofrecía una señal de radio de pago (con el nombre de Multiradio Digital). Durante su primeros 13 años de existencia, MVS Multivisión creó sus propios canales como Multideporte en 1989, ZAZ en 1991, AS (MAS) en 1992, Cinecanal en 1993 (en asociación con UIP, 20th Century Fox, Organización Cisneros y la argentina SACSA), TeleUno en 1993 (en asociación con Spelling Entertainment), Cine Latino en 1993, Multicinema en 1994, Multipremier en 1995 y Claro Sports en 2013. 
En 1996, MVS y Organización Cisneros vendieron las acciones que poseían en Cinecanal a UIP.
El 1 de agosto de 2002, MVS Multivisión cambió su nombre por MASTV. Este nuevo sistema ofreció una oferta de 17 canales, expandible a 21 y con la implementación de un receptor especial (TOCOM) que incrementaba aún más los canales.
Con la llegada del nuevo sistema satelital de MVS Dish México su cartelera de clientes empezó a migrar pero este sistema aún contaba con un gran número de suscriptores.
En 2014 mediante un comercial se les informó a los clientes de MASTV dando un "ultimátum" de que el sistema iba a ser descontinuado a partir del 30 de julio del año presente y por la cual les ofrecían migrar gratis a Dish México.
La señal de MASTV fue discontinuada paulatinamente en las diferentes zonas del país, los suscriptores que continuaron con MASTV ya no contaban con todos sus canales y solo tenían los canales de MVS: 52MX, MC, MultiPremier, Exa TV, Cinelatino y el canal de avances de Dish.

## Conflictos con Televisa
Ante el resurgimiento de MVS Multivisión con el nombre de MASTV se incluyó en sus paquetes la señal de los canales de televisión abierta 2, 4, 5 y 9, propiedad de Televisa, quien al detectar que se transmitían ilegalmente, presentó una denuncia.
El 4 de septiembre de 2002, la Procuraduría General de la República y agentes de la Agencia Federal de Investigación catearon las instalaciones de MVS Multivisión, por los presuntos delitos contra los derechos de autor y robo de señales electromagnéticas. Por su parte, MVS argumentó que tenía un contrato firmado el 4 de junio con la representante de Televisa, que les autorizaba la distribución simultánea y uso de la programación de los canales. Aunque incluye los canales de Televisa y TV Azteca, MASTV ya no los promociona; a excepción de los de MVS Comunicaciones

## Fin de transmisión
El 31 de julio de 2014, a las 21:00 del centro de México. MasTV oficialmente cerró transmisiones de sus últimos canales dándole completa cobertura a Dish, dejando a los clientes que no migraron de compañía sin señal.
En el mercado negro se ofreció la liberación del sistema para seguir disfrutando los canales de MVS.
Su página de internet se mantuvo activa, redirigiendo a un aviso el cual mencionaba "Fin del servicio, te esperamos en Dish" y proporcionando números de teléfono tanto para suscriptores de Ciudad de México, Guadalajara y Monterrey, como para el resto del país, finalmente, la página fue dada de baja en 2022, para ser vendida, en 2023 ser ocupada por un blog, y en 2024 ser dada de baja de nueva cuenta.